# Novel
Novel ist eine französische Gemeinde im Département Haute-Savoie in der Region Auvergne-Rhône-Alpes.

## Geographie
Novel liegt auf 960 m, 23 Kilometer östlich der Stadt Thonon-les-Bains (Luftlinie). Das Bergdorf erstreckt sich im Chablais, im Tal der Morge nordöstlich der Dent d’Oche in den Savoyer Voralpen, an der Staatsgrenze zur Schweiz.
Die Fläche des 9,75 km² großen Gemeindegebiets umfasst einen Abschnitt der nördlichen Chablais-Alpen. Die südöstliche Grenze verläuft entlang dem Bachlauf der Morge, einem kurzen Bergbach und südlichen Zufluss des Genfersees, der die Staatsgrenze von Frankreich und der Schweiz bildet. Nach Nordwesten reicht das Gemeindeareal auf den Berggrat mit Pointe de l’Aritte (1691 m) und Pic Boré (1974 m). Nach Südwesten und Süden erstreckt sich das Gebiet über Alpweiden, auf denen die Quellbäche der Morge entspringen, bis auf die markanten Felsgipfel von Dent d’Oche (mit 2222 m die höchste Erhebung von Novel) und Roc du Château d’Oche (2199 m).
Nachbargemeinden von Novel sind Saint-Gingolph und Thollon-les-Mémises im Norden, Bernex im Westen, Vacheresse und La Chapelle-d’Abondance im Süden sowie das schweizerische Saint-Gingolph im Osten (Kanton Wallis).

## Geschichte
Novel wurde im 12. Jahrhundert gegründet. Der Name leitet sich vom altfranzösischen Wort novel her, das etwa so viel wie urbar gemachtes Land bedeutet. Vor dem Ersten Weltkrieg zählte es bis zu 20.000 Touristen pro Jahr. Im Jahre 1924 fielen mit 38 Häusern der gesamte Dorfkern abgesehen vom Pfarrhaus, dem Hôtel du Grammont, dem Milchhof und einem weiteren Gebäude einem Dorfbrand zum Opfer. Die Kirche stürzte zusammen, 150 Personen wurden obdachlos, jedoch niemand verletzt.
Weil das Bergdorf nur sehr wenig Einwohner zählte, wurde es 1973 mit Saint-Gingolph fusioniert. Die Dorfbevölkerung wehrte sich jedoch mit einer Petition gegen diese Zwangsfusion. Mit Wirkung zum 27. Dezember 1982 wurde Novel deshalb wieder zu einer eigenständigen Gemeinde erhoben.

## Sehenswürdigkeiten
Die Dorfkirche besitzt einen traditionellen Glockenturm. Die Jesusfigur am Kreuz über dem Altar ist einfach gearbeitet, wohl die Schnitzarbeit eines regionalen Hirten. Sie hat eine Besonderheit: Jesus hat keinen Bart. Etwas oberhalb des Dorfes steht eine Kapelle aus dem 19. Jahrhundert. Novel wurde nach dem Brand im traditionellen Stil wieder aufgebaut.

## Bevölkerung
| Jahr                       | 1962 | 1968 | 1975 | 1982 | 1990 | 1999 | 2006 | 2009 |
| Einwohner                  | 88   | 80   | 46   | 48   | 63   | 58   | 55   | 50   |
| Quellen: Cassini und INSEE |      |      |      |      |      |      |      |      |

Mit 53 Einwohnern (Stand 1. Januar 2022) gehört Novel zu den kleinsten Gemeinden des Département Haute-Savoie. Vor allem zu Beginn der 1970er Jahre nahm die Einwohnerzahl deutlich ab. Seither verblieb sie auf relativ konstantem Niveau.

## Wirtschaft und Infrastruktur
Novel war bis weit ins 20. Jahrhundert hinein ein vorwiegend durch die Landwirtschaft und die Forstwirtschaft geprägtes Dorf. Einige Erwerbstätige sind Wegpendler, die in den größeren Ortschaften der Umgebung ihrer Arbeit nachgehen. Das letzte von ehemals zwei Hotels wurde 2006 geschlossen, ist aber im Sommer 2015 als Gîte d’étape mit Restaurant wieder eröffnet worden.
Die Ortschaft liegt abseits der größeren Durchgangsstraßen. Die einzige Zufahrt erfolgt von Saint-Gingolph an der Hauptstraße N5. Novel ist Ausflugsziel vieler Schweizer aus den nahe gelegenen Kantonen Waadt, Wallis und Genf, die teilweise in den Bergen über dem eigentlichen Ort Wochenendhäuser besitzen.